# مدرسة الخرطوم العالمية للمجتمع
مدرسة الخرطوم الدولية للمجتمع (KICS) هي مدرسة دولية خاصة للغة الإنجليزية تأسست من قبل مجموعة DAL في عام 2004. يقع مركز مدرسة الخرطوم العالمية للمجتمع في حرم جامعي تم إنشاؤه لهذا الغرض في منطقة حي الراقي جنوب الخرطوم ، السودان ، ويخدم الطلاب من سن 3 إلى 18 عامًا.
تم اعتماد مدرسة الخرطوم العالمية للمجتمع من قبل جامعة كامبريدج لتقديم امتحانات IGCSE . بالإضافة إلى برامجها الأكاديمية ، تقدم مدرسة الخرطوم العالمية للمجتمع مجموعة متنوعة من الأنشطة اللاصفية. تتنافس فرق المدرسة في مجموعة من الألعاب الرياضية بالإضافة إلى تمثيل المدرسة في مجموعة متنوعة من المؤتمرات الدولية والملاحقات الأكاديمية.
تم اعتماد مدرسة الخرطوم العالمية للمجتمع من قبل مجلس المدارس الدولية في عام 2010 وهو مخول من قبل البكالوريا الدولية لتقديم دبلوم البكالوريا الدولية وبرامج السنوات الابتدائية.
في العام الدراسي 2010/2011 ، كان لدى مدرسة الخرطوم العالمية للمجتمع 416 طالبًا. ثم قامت مدرسة الخرطوم العالمية للمجتمع بتوظيف 124 موظفًا منهم 59 هيئة تدريس و 23 مساعد تدريس.
 أصبحت مدرسة آي بي العالمية منذ مارس 2007.

## روابط خارجية
- http://www.kics.sd
- http://www.dalgroup.com
- http://www.cois.org/
- http://www.ibo.org/
- http://www.cie.org.uk/
- http://www.aisa.or.ke/